# Teixit de xinilla

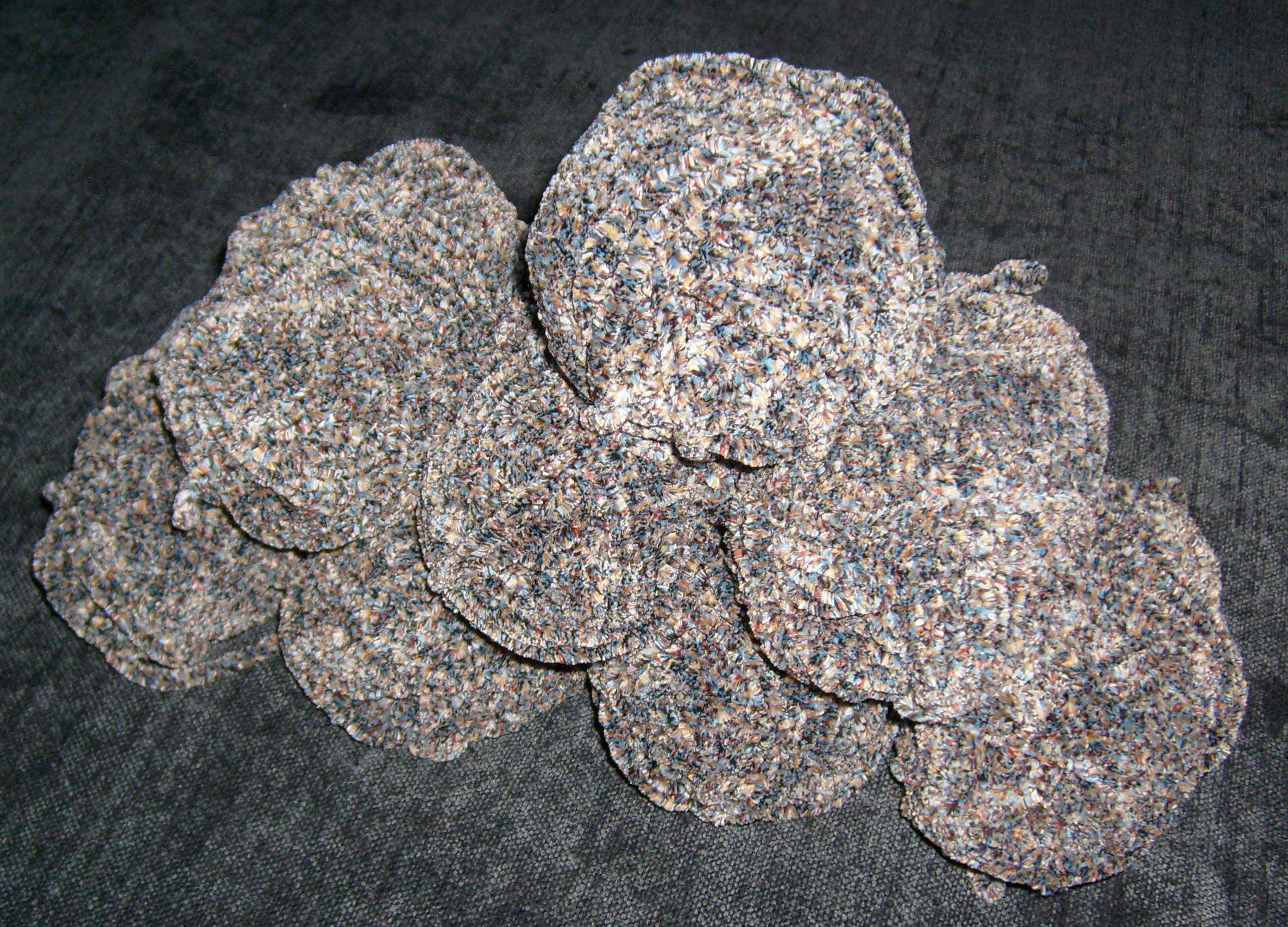
Fil de xinilla

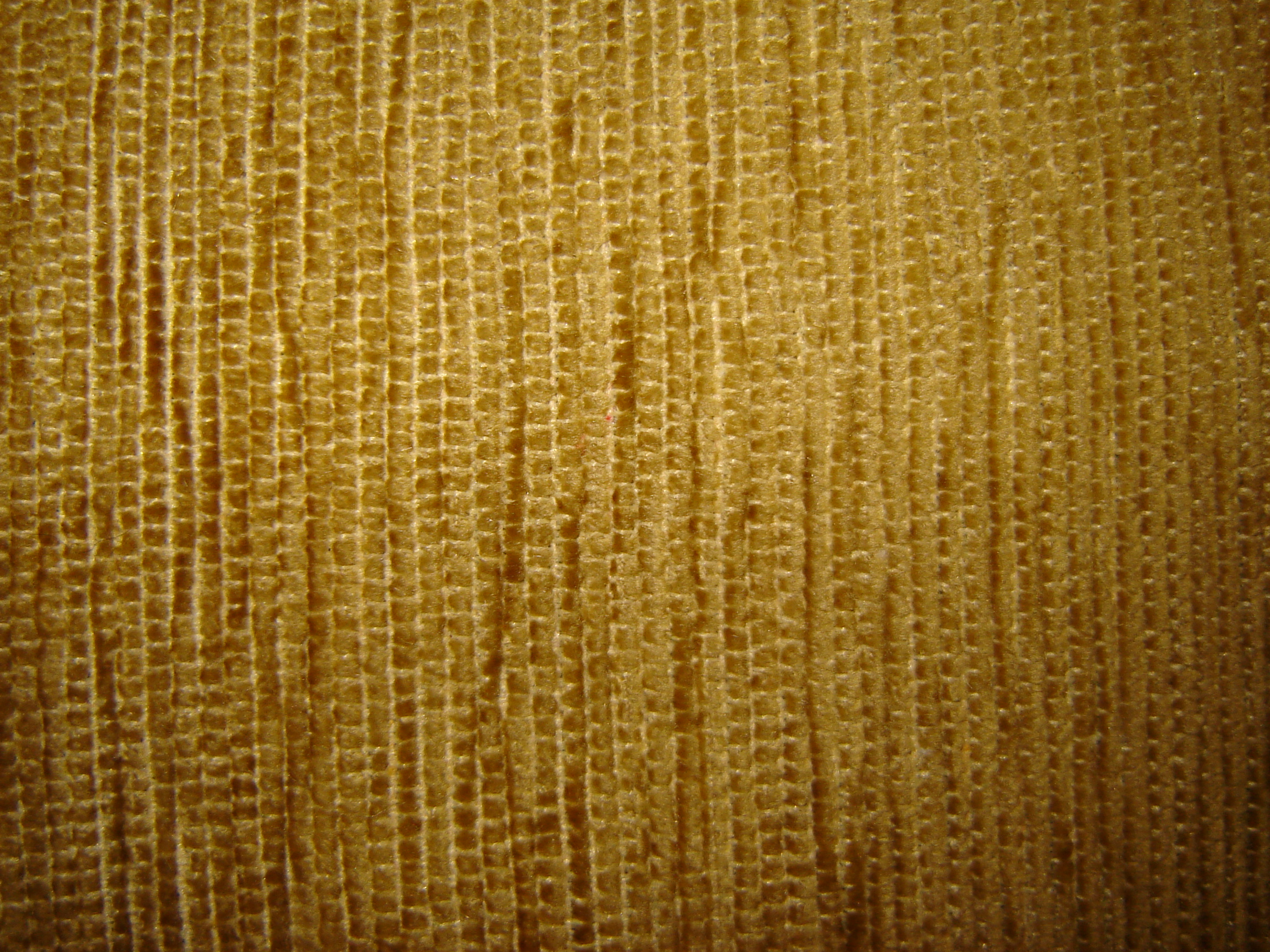
Teixit de xinilla

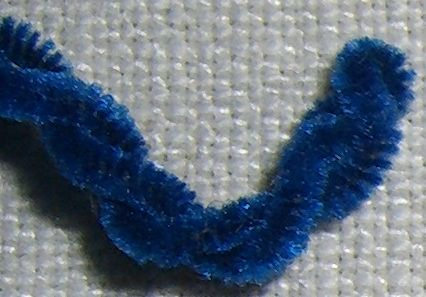
Fil de xinilla

La xinilla és un tipus de fil o de teixit fet d'aquest material. Chenille significa "eruga" en Francès. Se suposa que els seus pels recordarien a la textura d'aquest teixit.

## Història
Segons els historiadors tèxtils, el fil de tipus xinilla és una invenció recent que dataria del segle XVIII i es creu que es va originar a França. La tècnica original consistia a teixir una tela "leno" que després es tallava en tires per a elaborar el fil de xinilla.
Es diu que va ser Alexander Buchanan, un capatàs d'una fàbrica tèxtil de Paisley, qui va introduir el teixit de xinilla en Escòcia la dècada de 1830, on va desenvolupar un mètode per a teixir xals suaus. Es cosien junts els flocs de llana de colors per a crear una manta que a continuació es tallava en tires. Es sotmetien a un tractament mitjançant unes planxes calentes per a crear rínxols, i el resultat era aquest teixit molt suau anomenat xinilla. Un altre fabricant de xals de Paisley va continuar desenvolupant la tècnica. James Templeton i William Quiglay van refinar aquest procés mentre treballaven en la fabricació d'imitacions de catifes orientals. Els estampats complexos eren difícils de reproduir mitjançant tècniques automatitzades, però aquesta nova tècnica va resoldre el problema. Els dos fabricants van patentar el procés però Quiglay aviat va vendre la seva part. Llavors Templeton v açobrir una exitosa fàbrica de catifes, (James Templeton & Co) que va esdevenir un referent en la fabricació de catifes al llarg dels segles XIX i XX.
A la década de 1920 i 1930, Dalton a Northwest Georgia, va esdevenir la capital dels cobrellits de tuft als Estats Units gràcies a Catherine Evans (a qui després s'hi afegiria Whitener), que inicialment va reviure la tècnica artesanal de la dècada de 1890. Els cobrellits de tuft fabricats a mà amb estil bordat es van tornar i s'anomenava "xinilla", un terme que se li va associar. Amb una campanya publicitària efectiva, els cobrellits de xinilla es van exposar als centres comercials de les ciutats, i la tècnica de tuft va esdevenir important per al desenvolupament econòmic de Geòrgia del Nord, sustentant famílies fins i tot en plena Gran depressió. Els comerciants van organitzar "locals de cobrellits" on es finalitzaven els teixits de tuft provinents de les granges amb un acabat de rentat en calent per a encollir la tela i "estabilitzar" la tela. Els camions distribuïen les mantes amb estampats i els fils de xinilla a les famílies per a qué apliquessin el tuft tot just abans de tornar per a pagar els artesans de tot l'estat i recollir les mantes per al seu acabat. En aquesta època, els artesans del tuft de tot l'estat creaven, a més de cobrellits, fundes de coixí decoratives i tapets, que venien al costat de les autopistes. El primer en guanyar un milió de dòlars gràcies al negoci dels cobrellits va ser B. J. Bandy, nadiu del comdat de Dalton, amb ajuda de la seva dona, Dicksie Bradley Bandy, a finals de la dècada de 1930, i els seguirien molts altres.
A la década de 1930, era molt desitjable la utilització de tela de tuft per a mantes, tapets, cobrellits i catifes, encès que encara no es feia servir a la roba. Les empreses van transferir la feina de les granjes a les fàbriques per a exercir més control i augmentar la productivitat, moguts per l'afany de centralitzar la producció mitjançant les concessions de pagaments per hores del conveni de cobrellits
de tuft de la National Recovery Administration. Amb la transició cap a la mecanització es van fer servir màquines de cosir adaptades amb agulles per a tufting.
La roba de xinilla va tornar a popularitzar-se amb la producciocomercial els anys 70 del segle xx.
No es va estabdaritzar la producció industrial fins a la dècada ade 1990, quan es va formar la Chenille International Manufacturers Association (CIMA) amb l'objectiu de millorar i desenvolupar els processos de fabricació. A partir de la dècada de 1970, cada màquina podia fer dues bobines de fil de xinilla, una màquina podia tenir més de 100 fusos (50 màquines).
Girsse va ser un dels primers principals fabricants de màquines. Girsse va adquirir l'empresa Iteco el 2010 i va integrar el control de qualitat electrònic de la xinilla directament a les seves màquines. La xinilla també se sol fer servir a les  Letterman (sports), també conegudes com a jaquetes estil "varsity", pels seus pegats de lletres.

## Descripció
El fil de xinilla es fabrica col·locant dues mesures curtes de fil, anomenades "pila", entre dos "fils centrals", que després s'entrellacen. Els extrems d'aquestes piles queden col·locades en angle recte respecte el centre del fil, cosa que atorga la xinilla la seva suavitat i aspecte característics.
La xinilla té un aspecte diferent segons la direcció, ja que les fibres capturen la llum de diferents formes. Pot tenir un aspecte iridescent sense que calgui fer servir fibres iridescents fibers. Normalmente el fil s'elabora a partir de cotó, encara que també es por fer amb acrilic, raió I poliolefina.

### Millores
Un dels aspectes més problemàtics de la xinilla és que el tuft es pot desprendre amb el temps i formar rodals al teixit. Això es va solucionar fent servir raió de baix punt de fusió al centre del fil i després s'aplica autoclau (vapor) als flocs del fil per a assentar la pila.
Des de finals de la dècada de 1990, la xinilla s'ha fet servir en quilting en una sèrie fils, iardes o acabats. Com a fil,es un material sintètic suau amb tacte de plomes, que, quan es cus a la tela trasera, li dona un aspecte de terciopel, també coneguda com a una imitació o "xinilla falsa". Els quilts de xinilla de veritat están fets de diferents pegats de tela de conills de colors i estampats variats, amb o sense efecte "ragging" a les costures..
Els fabricants de quilts han adaptat l'efecte xinilla mitjançant "ragging" per a donat un estil rústic. Els quilts amb l'anomenat "efecte xinilla" es coneix com a "rag quilt" o "slash quilt" degut als fils exposats dels pegats i pel mètode que es fa servir per a aconseguir-ho. S'uneixen capes de cotó suau formant pegats O blocs i es cusen amb marges amples i exposats a la part frontal. Llavors es tallen aquests marges o rasguen per a crear un efecte xinilla suau i envellit.

### Manteniment
La majoria de teles de xinilla haurien de rentar-se en sec. Si es renten a mà o màquina, haurien d'assecar se a màquina a baixa temperatura, o com a tela pesada, assecar-se en horitzontal, mai penjada, per a que no es deformi.